# Saint-Aubin-des-Châteaux
Saint-Aubin-des-Châteaux là một xã thuộc tỉnh Loire-Atlantique, trong vùng Pays de la Loire ở phía tây nước Pháp. Xã này nằm ở khu vực có độ cao trung bình 65 mét trên mực nước biển. Theo điều tra dân số năm 1999 của INSEE, xã có dân số người.
Thị trấn nằm ở hữu ngạn sông Chère, sông chảy theo hướng tây nam.